# Drino idonea
Drino idonea är en tvåvingeart som först beskrevs av Brauer och Julius Edler von Bergenstamm 1891.  Drino idonea ingår i släktet Drino och familjen parasitflugor. Inga underarter finns listade i Catalogue of Life.